# مصاص
مَضَّاص أو خفاش طويل اللسان (الاسم العلمي: Glossophaga)، جنس خفافيش من فصيلة خفافيش ورقية الأنف. أنواعه تستوطن الإقليم المداري الجديد.

## الأنواع
- G. antillarum (Rehn, 1902): خفاش طويل اللسان الجامايكي، جامايكا.
- G. bakeri (Webster & J. K. Jones, 1987): خفاش طويل اللسان بيكر, أمريكا الجنوبية.
- G. commissarisi (Gardner, 1962): خفاش طويل اللسان المفوض - أمريكا الوسطى وأمريكا الجنوبية.
- G. leachii (Gray, 1844): خفاش طويل اللسان الرمادي - المكسيك، أمريكا الوسطى.
- G. longirostris (Miller, 1898): خفاش طويل اللسان ميلر - شمال أمريكا الجنوبية، جزر أنتيل ويندوارد.
- G. morenoi (Martinez & Villa, 1938): خفاش طويل اللسان الغربي - المكسيك.
- G. mutica (Merriam, 1898): خفاش طويل اللسان ميريام،المكسيك وأمريكا الوسطى وشمال أمريكا الجنوبية
- G. soricina (بيتر سيمون بالاس, 1766): خفاش طويل اللسان بالاس -أمريكا الوسطى والجنوبية.
- G. valens (Miller, 1913): خفاش طويل اللسان الإكوادوري - الإكوادور وبيرو.